# Pomponne
Pomponne település Franciaországban, Seine-et-Marne megyében. Lakosainak száma 4149 fő (2022. január 1.). Pomponne Brou-sur-Chantereine, Lagny-sur-Marne, Saint-Thibault-des-Vignes, Thorigny-sur-Marne, Torcy, Vaires-sur-Marne és Villevaudé községekkel határos.

## Népesség
A település népességének változása:
| Lakosok száma | 3640 | 3966 | 4008 | 4034 | 4108 | 4183 | 4168 | 4158 | 4149 |
|               | 2013 | 2015 | 2016 | 2017 | 2018 | 2019 | 2020 | 2021 | 2022 |